# Stéphane Guégan
Stéphane Guégan (geboren 1961) ist ein französischer Kunsthistoriker, Kunstkritiker und Kurator. Sein Spezialgebiet ist die Kunst des 19. und frühen 20. Jahrhunderts. Hierzu hat er zahlreiche Bücher veröffentlicht und Ausstellungen organisiert.

## Leben
Nach seinem Studium der Kunstgeschichte hat sich Guégan zunächst vor allem mit den Künstlern der französischen Romantik beschäftigt. Später widmete er sich zudem den Vertretern des Impressionismus und Spätimpressionismus. Wiederholt stellte er in seinen Veröffentlichungen Verbindungen zwischen Malerei, Literatur und Geschichte her. Er begründete 1994 bei Flammarion die Buchreihe ABCdaires, zu der beispielsweise Biografien zu Eugène Delacroix und Gustave Courbet gehören. Darüber hinaus verfasste er Bücher zu Schriftstellern wie Théophile Gautier und Charles Baudelaire. Für seine Arbeit über den Maler Gustave Caillebotte erhielt er 2022 die Auszeichnung Prix d’Académie der Académie française. Weiterhin schreibt er regelmäßig für das monatliche Beaux Arts Magazine und betreibt den Kunstblog Moderne.
Guégan ist seit mehreren Jahrzehnten für das Pariser Musée d’Orsay tätig. 2004 übernahm er im Museum die Leitung der Kunstvermittlung (service culturel). Seit 2009 arbeitet er als Kurator der Gemäldeabteilung im Musée d’Orsay. Zu den dort von ihm organisierten Ausstellungen gehörten 2011 Manet, inventeur du moderne, 2019 Le modèle noir de Géricault à Matisse und Joris-Karl Huysmans de Degas à Grünewald und 2023 Manet/Degas. Weitere von ihm konzipierte Ausstellungen waren 2002 Chasseriau un autre romantisme und 2019 Toulouse-Lautrec, Résolument moderne jeweils in den Galeries nationales du Grand Palais, 2006 Ingres im Louvre und 2022 Impressionnisme, la modernité en mouvements im Louvre Abu Dhabi.

## Veröffentlichungen (Auswahl)
- Carnet Parcours du Musée d’Orsay, n°7: Actualités. Éditions de la Réunion des musées nationaux, Paris 1986, ISBN 978-2-7118-0488-7.
- Regards d’écrivains au musée d’Orsay. Réunion des Musées Nationaux, Paris 1992, ISBN 978-2-7118-2728-2.
- Delacroix et les Orientales. Flammarion, Paris 1994, ISBN 978-2-08-012441-8.
- Théophile Gautier, la critique en liberté. Zusammen mit Jean-Claude Yon, Réunion des Musées Nationaux, Paris 1997, ISBN 978-2-7118-3534-8.
- Delacroix, Peindre contre l’oubli-L’Enfer et l’atelier. Flammarion, Paris 1998, ISBN 978-2-08-012285-8.
- Millet, peintre paysan. Flammarion, Paris 1998, ISBN 978-2-08-010158-7.
- L’ABCdaire de Courbet et le réalisme. Flammarion, Paris 1999, ISBN 978-2-08-012468-5.
- L’ABCdaire de Delacroix et l'orient. Zusammen mit Alain Daguerre de Hureaux, Flammarion, Paris 1999, ISBN 978-2-08-011760-1.
- L’ABCdaire de Poussin. Zusammen mit Olivier Bonfait, Dominique Brême, Flammarion, Paris 1999, ISBN 978-2-08-011761-8.
- Chasseriau un autre romantisme. Zusammen mit Vincent Pomarède, Louis-Antoine Prat, Réunion des Musées Nationaux, Paris 2002, ISBN 978-2-7118-4355-8.
- Gauguin, le sauvage imaginaire. Éditions du Chêne, Paris 2003, ISBN 978-2-84277-482-0.
- Ingres érotique. Flammarion, Paris 2006, ISBN 978-2-08-011581-2.
- Ingres, «Ce révolutionnaire-là». Découvertes Gallimard, Paris 2006, ISBN 978-2-07-030870-5.
- L’Abcdaire de Monet. Flammarion, Paris 2007, ISBN 978-2-08-012661-0.
- L’Autoportrait dans l’histoire de l’art de Rembrandt à Warhol, l’intimité révélée de 50 artistes. Zusammen mit Laurence Madeline, Thomas Schlesser, Beaux-Arts Éditions, Paris 2009, ISBN 978-2-84278-689-2.
- Théophile Gautier, Gallimard, Paris 2011, ISBN 978-2-07-076723-6.
- Manet, inventeur du moderne. Gallimard, Paris 2011, ISBN 978-2-07-013323-9.
- Manet. L’héroïsme de la vie moderne. Découvertes Gallimard, Paris 2011, ISBN 978-2-07-013227-0.
- Peinture. Musée d’Orsay. Skira, Paris 2011, ISBN 978-2-08-126665-0.
- Les arts sous l’occupation; chroniques des années noires. Beaux Arts Éditions, Paris 2012, ISBN 978-2-8427-8911-4.
- Les Fleurs du mal Illustrées par Henri Matisse. Éditions Hazan, Vanves 2012, ISBN 978-2-7541-0624-5.
- L’impressionnisme et la mode. Zusammen mit Gloria Groom, Beaux Arts Éditions, Paris 2012, ISBN 978-2-84278-935-0.
- Berthe Morisot. Zusammen mit Caroline Le Got, Thomas Schlesser, Musée Marmottan Monet und Beaux Arts Éditions, Paris 2012, ISBN 978-2-84278-904-6.
- Cent tableaux qui font débat. Éditions Hazan, Vanves 2013, ISBN 978-2-7541-0704-4.
- Une passion française. Zusammen mit Claire Bernardi, Isabelle Cahn, Skira, Paris 2013, ISBN 978-2-08-129954-2.
- Cent tableaux qui font débat. Hazan, Paris 2013, ISBN 978-2-7541-0704-4.
- Cent tableaux à éclipse. La peinture, son public et les caprices du goût. Zusammen mit Delphine Storelli, Hazan, Paris 2014, ISBN 978-2-7541-0772-3.
- André Derain en 15 questions. Éditions Hazan, Vanves 2017, ISBN 978-2-7541-1032-7.
- Gauguin Voyage au bout de la Terre. Éditions du Chêne, Paris 2017, ISBN 978-2-8123-1679-1.
- Delacroix, Peindre contre l’oubli. Flammarion, Paris 2018, ISBN 978-2-08-142189-9.
- Vincent van Gogh en 15 questions. Éditions Hazan, Vanves 2019, ISBN 978-2-75411073-0.
- Joris-Karl Huysmans de Degas à Grünewald. Gallimard, Paris 2019, ISBN 978-2-07-286560-2.
- Le modèle noir de Géricault à Matisse. Zusammen mit Céline Debray, Denise Murrell, Isolde Pludermacher, Flammarion, Paris 2019, ISBN 978-2-0814-8096-4.
- Toulouse-Lautrec, Résolument moderne. Zusammen mit Danièle Devynck, Réunion des Musées Nationaux, Paris 2019, ISBN 978-2-7118-7403-3.
- Bonnard-Verlaine Parallèlement. Éditions Hazan, Vanves 2020, ISBN	978-2-7541-1173-7.
- Baudelaire, l’art contre l’ennui. Flammarion, Paris 2021, ISBN 978-2-08024445-1.
- Caillebotte. Peintre des extrêmes. Éditions Hazan, Vanves 2021, ISBN 978-2-7541-1204-8.
- Impressionnisme, la modernité en mouvements. Zusammen mit Sylvie Patry, Snoeck, Gent 2022, ISBN 978-94-6161-820-7.
- Manet Degas. Zusammen mit Laurence Cars, Isolde Pludermacher, Musée d’Orsay, Paris 2023, ISBN 978-2-3543-3353-9.
- Bonnard. Éditions Hazan, Vanves 2023, ISBN 978-2-7541-1347-2.